# Jack Bicknell
Jack Bicknell (North Plainfield, Nova Jersey, 20 de febrer de 1938) és un entrenador estatunidenc de futbol americà, ja retirat, conegut per la seva llarga trajectòria a la Lliga Mundial de futbol americà i NFL Europa.
Debutà com a entrenador principal a la Universitat de Maine (1976-80) i després el Boston College (1981-90), aconseguint un registre universitari de 77-90-2. El 1991 es creà la Lliga Mundial de futbol americà (WLAF) i va ser nomenat entrenador principal dels Barcelona Dragons. En la seva primera temporada arribà a la primera final de la World Bowl. Després de la represa de la competició el 1995, amb el nom de NFL Europa, tornà a dirigir l'equip barcelonès. En aquesta segona etapa, arribà a tres final de la World Bowl (V, VII, IX) i va proclamar-se campió el 1997. Amb el trasllat de la franquícia al final de la temporada de 2003, va exercir com a entrenador dels Scottish Claymores (2004) i els Hamburg Sea Devils (2005-06). Té un rècord històric a la WLAF/NFL Europa de 71-74-1.

## Palmarès
- 1 National Football League Europe: 1997